# Dactylocladius longiseta
Dactylocladius longiseta är en tvåvingeart som först beskrevs av Jean-Jacques Kieffer 1923.  Dactylocladius longiseta ingår i släktet Dactylocladius och familjen fjädermyggor. Inga underarter finns listade i Catalogue of Life.